# بیت یانای (اسرائیل)
بیت یانای (به لاتین: Beit Yanai) یک منطقهٔ مسکونی در اسرائیل است که در Hefer Valley Regional Council واقع شده‌است.